# Let's Start a War...
Let's Start a War... es el tercer álbum de estudio de la banda de hardcore punk The Exploited.  Con Wattie en la voz, Big John en la guitarra, Wyne Tyas en el bajo y Wullie Buchan a la batería, la banda entra al estudio para grabar su tercer álbum, titulado Let's Start A War... Said Maggie One Day (Pax, 1983), cuyo título («Empecemos una guerra..., dijo un día Maggie») contiene una referencia a la Guerra de Las Malvinas). Big John abandonó la agrupación antes de salir a la venta el LP; por ello, y porque su sustituto, Karl Morris, apareció en las fotos de la época, suele decirse que este último grabó las guitarras, pero fue Big John.
No obstante, las ventas no serían tan generosas, ya que, a finales del año, se comienza a apreciar un decaimiento en la escena punk británica. 1984 va a ver el fin de muchas bandas (Infa Riot, The 4 Skins, Anti Pasti, Chron Gen, The Defects, The Ejected), a pesar de que en esta época el punk va gozar de buena popularidad en el resto de Europa y del mundo. En todo caso, en 1984 la banda vuelve a Estados Unidos y Canadá en una gira multitudinaria cuyas presentaciones en el Olympic Auditorium de Los Ángeles junto a los americanos Agnostic Front y los ingleses UK Subs van a ser consideradas históricas. 

## Lista de canciones
1. «Let's Start A War... Said Maggie One Day» – 3:13 (Buchan, Duncan)
2. «Insanity» – (Buchan, Duncan) 4:19
3. «Safe Below» – (Buchan, Duncan) 2:17
4. «Eyes of the Vulture» – (Buchan, Duncan) 4:01
5. «Should We, Can't We» – (Buchan, Duncan) 1:41
6. «Rival Leaders» (Buchan, Duncan) – 5:43
7. «God Saved the Queen» (Buchan) – 5:43
8. «Psycho» (Buchan, Duncan) – 2:01
9. «Kidology» – (Buchan, Duncan) 2:09
10. «False Hopes» (Buchan) – 1:39
11. «Another Day to Go Nowhere» (Buchan) – 2:31
12. «Wankers» (Buchan) – 2:37

## Personal
- Wattie Buchan - Vocalista
- Big John Duncan - Guitarra
- Wyne Tyas - Bajo
- Willie Buchan - Batería

## Sencillo del álbum
- «Rival Leaders»